# Дашкевич Олександр Юрійович
Олександр Юрійович Дашкевич (нар. 29 грудня 1990, Ялта, АРК),  — український кіберспортсмен, відомий під ігровим псевдонімом XBOCT, колишній професійний гравець у Dota 2, тренер команди Natus Vincere.

## Біографія
У шкільні роки Олександр Дашкевич захоплювався грою у Warcraft, а згодом у Defense of the Ancients. По завершенню середньої школи у рідній Ялті Олександр вступив до Київського національного торговельно-економічного університету.
З переїздом до Києва він розпочав шлях до професійної кар'єри в DotA: спочатку — у складі команди Hard Team, а згодом, у 2009 році, — у складі Planet-X. 2010 року Олександр отримав запрошення стати гравцем новоствореної команди Natus Vincere. Новій команді вдалося обіграти тогочасного беззаперечного фаворита української DotA — колектив DTS-Gaming, де грали Данило Dendi Ішутін та Іван Artstyle Антонов, які пізніше підсилили склад Na'Vi.
2011 року Олександр разом з Na'Vi став учасником першого турніру The International (Кельн, Німеччина) у дисципліні Dota 2. Команда без особливих проблем пройшла по верхній сітці турніру і стала переможцем. Призові Олександра за перемогу склали 200 000 доларів США. Після того, як Іван Антонов залишив команду, Олександр, що до того грав на позиції оффлейн, зайняв вакантне місце керрі.
Попри успіхи на теренах колишнього СНД, зокрема, беззаперечну перевагу на турнірах серії Starladder, на наступних двох турнірах The International у Сіетлі Na'Vi не змогли повторити успіх і двічі посідали друге місце, а ще на двох взагалі не потрапили на п'єдестал. Хоча склад команди зазнавав частих змін, менеджери Na'Vi тримали Олександра та Данила Ішутіна за основу колективу.
2015 року склад Na'Vi з Dota 2 було розпущено, Олександр перебрався до одного з лідерів російської Dota — Team Empire. З ними він став тріумфатором турніру Beyond The Summit (Europe). Нетривалий час він виступав за команди Fantastic Five, Team Spirit, HellRaisers, Virtus.pro і кіберспортивний підрозділ клубу Анжі.
Загальні призові Олександра за участь у турнірах склали понад 650 000 доларів США.
Влітку 2017 року команда Natus Vincere запросила Олександра на посаду тренера.

## Досягнення
У складі Natus Vincere:
- The International 2011
- The International 2012
- The International 2013
- Starladder StarSeries (6): сезони 1—4 (2012), сезон 7 (2013), сезон 8 (2014)
- Electronic Sports World Cup (2): 2011, 2012